# 중성 대명사
중성 대명사는 성별의 구별이 없는 대명사다.

## 영어
영어에서 사람에 대한 3인칭 대명사는 여성은 she, 남성은 he이고, 무생물은 중성 대명사 it을 사용한다. 또 3인칭 복수는 중성 대명사 they가 있다. 3인칭 단수에 대한 사람을 가리키는 대명사로 he를 일반화시켜 쓰자는 의견과 it을 사람에게도 쓰자는 주장, (s)he를 쓰거나 he or she등 병기하는 방안, 마지막으로 중성 단수 대명사를 창안하여 사용하기도 한다.

## 한국어
그는 한국어의 3인칭 단수 사람을 뜻하는 대명사로 사용되어 왔는데, 영어를 비롯한 서양 언어 번역의 영향으로 글말 가운데 특히 소설 같은 문학 작품 그리고 이따금씩 신문 기사에사도 여성 3인칭 단수 대명사로 그녀를 쓰는 일이 많아졌으나, 한국어의 특성상 실제로 입말에서는 '그녀'뿐만 아니라 '그' 자체도 인칭 대명사로 쓰는 일은 드물다.

## 같이 보기
- 대명사
- 성 (문법)